# مادن إن إف إل 16
مادن إن إف إل 16 (بالإنجليزية: Madden NFL 16)‏ هي لعبة فيديو رياضية لكرة القدم الأمريكية مبني على الدوري الوطني لكرة القدم الأمريكية وهو من تطوير ونشر شركة إي أيه سبورتس لأجهزة بلاي ستيشن 3 و بلاي ستيشن 4 و إكس بوكس 360 و إكس بوكس. تم نشر اللعبة في يوم 25 أغسطس 2015.